# Pleospora subalpina
Pleospora subalpina är en svampart som beskrevs av E. Müll. 1951. Pleospora subalpina ingår i släktet Pleospora och familjen Pleosporaceae.  Arten är reproducerande i Sverige. Inga underarter finns listade i Catalogue of Life.